# Lữ đoàn 3 (Ukraina)
Lữ đoàn xung kích 3 (tiếng Ukraina: 3-тя окрема штурмова бригада, Latinh: 3-tia okrema shturmova bryhada) là một lữ đoàn cơ giới của Lục quân Ukraina, thành lập cuối năm 2022.

## Lịch sử
Khi hầu hết các đơn vị của Trung đoàn Azov bị vây, tiêu diệt và phải đầu hàng trong Trận Mariupol, các nhóm chiến đấu viên của Azov bên ngoài , đặc biệt là ở Kyiv, Sumi và Kharkiv, đã lập các đơn vị mới và được đặt dưới sự chỉ huy của Lực lượng Đặc nhiệm Ukraina và được gọi chung là Đặc nhiệm Azov. Đầu năm 2023, các đơn vị Đặc nhiệm Azov trở thành nòng cốt cho một lữ đoàn cơ giới mới với kỳ vọng là một lữ đoàn xung kích cơ động, được huấn luyện chiến đấu tốt, trang bị tốt để có năng lực tiến công - phòng thủ.
Lữ đoàn 3 ngay lập tức tham gia chiến đấu giải phóng Kherson (tháng 11/2023), trận Bakhmut (đầu 2023), trận Avdiivka (2023-2024) và hàng loạt trận chiến khác ở Luhansk, Donetsk, Kharkiv.

## Tranh cãi
Theo tờ báo trực tuyến điều tra độc lập của Pháp Mediapart, quân đội Pháp đã huấn luyện binh lính từ Lữ đoàn 3 tại trại La Courtine, ở Creuse vào năm 2023. Một số người trong số họ đã trưng bày các biểu tượng Tân Quốc xã và trên trang cá nhân mạng xã hội của họ, bao gồm "chào kiểu Hitler, thánh giá Celtic, biểu tượng của một số sư đoàn SS, đầu lâu, hình ảnh của Adolf Hitler". Chính trị gia Pháp Catherine Couturier đã phản đối Bộ Lực lượng vũ trang Pháp vì huấn luyện cho Lữ đoàn 3.
Năm 2022, Quân đội Canada cũng bị chỉ trích vì huấn luyện binh lính của Lữ đoàn 3.
Vào tháng 7 năm 2024, lữ đoàn đã tổ chức một chuyến đi khắp châu Âu để tuyển dụng tình nguyện viên và quảng bá hình ảnh của họ. Sau các cuộc biểu tình của các nhóm cánh tả, đặc biệt là ở Đức, các sự kiện ở Berlin, Hamburg, Rotterdam, Cologne và Brussels đã bị hủy bỏ.
Lữ đoàn trưởng của Lữ đoàn 3 là Đại tá Andriy Yevheniiovych Biletsky là lãnh đạo của Quân đoàn Quốc gia, một tổ chức chính trị cực hữu.

## Cơ cấu
Từ năm 2023, Lữ đoàn xung kích 3 có cơ cấu như sau:
- Lữ đoàn bộ
- Tiểu đoàn bộ binh xung kích 1
- Tiểu đoàn bộ binh xung kích 2
- Tiểu đoàn cơ giới 1
- Tiểu đoàn cơ giới 2
- Tiểu đoàn bộ binh 1
- Tiểu đoàn bộ binh 2
- Tiểu đoàn quốc tế
- Tiểu đoàn xe tăng (gồm 2 đại đội xe tăng)
- Nhóm pháo binh trung đoàn
- Tiểu đoàn phòng không
- Tiểu đoàn công binh
- Tiểu đoàn hậu cần
- Tiểu đoàn bảo trì
- Đại đội quân báo
- Đại đội thông tin
- Đại đội quân y
- Đại đội phòng hóa
- Trung đội bắn tỉa

Mỗi tiểu đoàn xung kích bao gồm 4 đại đội xung kích, 1 khẩu đội súng cối, 1 trung đội trinh sát, 1 đơn vị UAV, 1 trung đội công binh, 1 trung đội quân y, 1 trung đội thông tin...
Mỗi tiểu đoàn cơ giới bao gồm 3 đại đội cơ giới, 1 khẩu đội súng cối, 1 trung đội trinh sát, 1 trung đội chống tăng, 1 trung đội drone tấn công, 1 trung đội công binh, 1 trung đội hỗ trợ kỹ thuật, 1 trung đội thông tin, 1 trung đội quân y...
Mỗi tiểu đoàn bộ binh gồm 3 đại đội bộ binh, 1 trung đội hỏa lực, 1 trung đội trinh sát, 1 trung đội công binh, 1 trung đội thông tin, 1 trạm quân y...
Nhóm pháo binh cấp trung đoàn gồm 3 tiểu đoàn pháo tự hành, 1 tiểu đoàn pháo phản lực, 1 tiểu đoàn chống tăng